# دانشگاه جینان
دانشگاه جینان (JNU , Chinese) یک دانشگاه تحقیقاتی دولتی است که در گوانگژو، چین واقع شده‌است. "جینان" در لغت به معنای "رسیدن به جنوب" است، که نشان دهنده مأموریت اصلی دانشگاه برای انتشار آموزش و فرهنگ چینی از شمال به جنوب است. این دانشگاه در سال ۱۹۰۶ در نانجینگ تأسیس شد و اولین دانشگاه چینی است که دانشجویان خارجی جذب می‌کرد. و در حال حاضر یکی از دانشگاه‌هایی است که بیشترین تعداد دانشجویان بین‌المللی را در چین دارد. دانشگاه جینان در حال حاضر توسط دفتر امور چین در خارج از کشور شورای دولتی جمهوری خلق چین و وزارت آموزش چین اداره می‌شود.

## رتبه‌بندی‌ها
| سال  | جایگاه دانشگاه طبق رتبه‌بندی دانشگاهی کیواس | جایگاه دانشگاه طبق رتبه‌بندی تایمز در آسیا |
| ---- | ------------------------------------------ | ----------------------------------------- |
| ۲۰۲۲ | ۱۵۰                                        | ۱۶۷                                       |
| ۲۰۲۱ | ۱۳۸                                        | ۱۷۵                                       |
| ۲۰۲۰ | ۱۴۸                                        | ۱۹۸                                       |
| ۲۰۱۹ | ۱۵۱                                        | ۱۸۶                                       |
| ۲۰۱۸ | ۱۸۴                                        |                                           |